# Ranuccio II Farnese
Ranuccio II Farnese av Parma , född 1630, död 1694, var regerande hertig av Parma från 1646 till 1694.